# 免费游玩
免費遊玩（英語：Free-to-play，缩写F2P），又称免費暢玩、免费游戏或免费模式，是網絡遊戲常用的一種商業模式，玩家可以免費遊玩遊戲的基本內容，遊戲的付費內容能提供特別機能和更好的遊戲體驗，是免費增值模式在遊戲上的應用方式。收費模式以遊戲內置商城販賣道具為主，故又被稱為免費商城制。

## 歷史
網絡遊戲最早的營運模式是月費點卡制，1997年美國的馬特·米哈利推出一款古典奇幻MUD《阿凯亚》時正值MUD衰退期，由於沒有足夠玩家購買點卡支付遊戲營運，馬特將遊戲改為免費遊玩，玩家可以付費購買道具和升級角色，新的營運模式早期主要是獨立遊戲和網站採用，以此吸引用戶，並沒有成為主流。2001年4月20日，韓國NEXON仿效社交網站SayClub的裝飾收費模式，在免費遊玩的休閒遊戲《QuizQuiz》中提供角色服飾收費內容。2002年NEXON將旗下的大型多人在线角色扮演游戏（MMORPG）《流星物語Online》改為免費遊玩。2003年起韓國出現大量採用免費遊玩模式的網絡遊戲，其中2004年NEXON推出的《洛奇》在韓國當地大受歡迎，東亞各地遊戲開發商受到影響紛紛效仿，並成為東亞網遊主流商業模式。台灣在2003年底就出現《彈水阿給》等免費遊玩的休閒遊戲，2004年首款以「終身免費」為賣點的MMORPG《神武 Online》上線，之後免費遊玩遊戲在台灣成為主流。2005年中國大陸以盛大遊戲代理热血传奇系列遊戲和《征途》為首，第一批網絡遊戲相繼取消月費點卡制，改為免费模式，到2008年中國大陸主要網遊有九成使用這個模式營運。
2007年Facebook向開發商開放平台後，大量以免費遊玩模式營運的社交遊戲出現，促進了這種商業模式的發展。隨著iOS和Android分別在2009年10月和2011年增加應用程式內購功能，遊戲開發商開始在手機遊戲中採用這種商業模式。2013年水豚遊戲在遊戲開發者大會上公佈的手遊市場調查顯示，2012年有三分之二的遊戲採用免費遊玩模式，其餘為買斷製。2014年Insights Meta調查了各平台玩家選擇付費和免費遊玩遊戲的比例，手機平台有62%，家用主機平台有36%，個人電腦平台上有45%，免費遊玩遊戲貢獻了遊戲市場15%的營收，而該年有九成手機遊戲採用免費遊玩模式。

## 設計及種類
最早大量採用免費遊玩模式是網絡遊戲，接著是Facebook等社交媒體上的社交遊戲，然後是手機遊戲，到2010年代家用主機平台也開始普及這種營運模式。一般的免費遊玩遊戲通過設計大量每日、在線或掛機獎勵，吸引玩家一直遊玩遊戲，同時以此消耗玩家自制力，更容易產生消費行為；還有推出華麗的付費角色造型，刺激炫耀性消費；此外遊戲會將現實貨幣轉換為遊戲代幣，降低玩家消費時的心理負擔。
免費遊玩遊戲盈利模式有內置商城販賣道具、角色造型、抽卡、戰鬥通行證等。早期主要的收費模式為道具收費，收費道具的設計受限於遊戲類型的玩法，遊戲設計師最先發現合適免費商城制的遊戲類型是MMORPG和大型多人線上即時戰略遊戲（MMOSLG），付費玩家可以獲得強力道具，獲得比其他玩家更強的優勢，這類遊戲通常付費率偏低，遊戲收入靠少量高消費玩家。而且為了刺激付費，通常角色培養有很長的成長曲線和角色各項數值變化能明顯影響遊戲體驗，造成「付費勝利」現象，不付費和中輕度付費玩家遊戲體驗較差。休閒遊戲是另一種合適免費遊玩模式的遊戲類型，盈利模式有內置廣告和內購。根據2022年伽马数据公佈的《2022年休闲游戏发展报告》顯示，在手機平台上內置廣告收入佔中國大陸休閒遊戲市場75%的營收，主要休閒遊戲營收有八成來自內置廣告，其餘為內購。而歐美休閒遊戲市場有兩成以上營收來自內購。2011年4月，以免費遊玩模式營運的《征途2》圍繞道具交易，設計出新的收費模式，遊戲取消了遊戲商城，遊戲道具通過任務和怪物產出，營運方只收取玩家交易道具的手續費。
2015年後抽卡成為免費遊玩遊戲最主要的收費模式，2006年日本在功能手機首次推出這種收費模式，受限於當時功能手機機能和網絡環境，無法設計出複雜的MMORPG，只能設計出沒有社交和玩家對戰內容的遊戲，過去的道具收費設計難以讓玩家有動力購買強力道具。新的抽卡付費模式，付費內容相對獨立，內容種類可以更為豐富和自由，玩家也沒有早期道具付費的「付費勝利」壓力，增加了付費玩家的比例。

## 影響及评价
遊戲業界認為免費遊玩模式是一種很成功的商業模式，在商業模式成熟後，不少原來採用月費點卡收費的網絡遊戲轉用免費遊玩模式營運，在過渡階段營運商一般會同時營運月費和免費遊玩兩個版本。同時遊戲設計師和評論員也批評在這套商業模式下，開發商為了讓更多玩家付費，會破壞遊戲性，讓玩家整體遊戲體驗變差。
免費遊玩遊戲的宣傳和營銷策略上一直有誤導消費者的批評，遊戲的盈利模式還被質疑有賭博性質。2011年蘋果公司就收到家長就兒童內購問題發起的集體訴訟，2013年4月英國公平貿易署展開一場針對遊戲內購商業模式的調查，11月的調查報告顯示，遊戲付費內容的預告「普遍缺乏透明度和准确性」，遊戲有混淆遊戲代幣和現金之間的區別，宣傳手法有鼓勵兒童消費。2014年2月27日，欧洲联盟委员会還發起一場關於手機平台免費遊玩遊戲問題的會議。2014年英、德、歐盟都倡議禁止遊戲公司以「免費遊玩」字眼進行宣傳，面對批評遊戲公司的宣傳也更換使用「免費下載」（download for free）說法和增加內購提醒，同年7月歐盟禁止蘋果公司和Google旗下應用商店將有內購功能的免費遊玩遊戲標記為「免費」，Google取消了遊戲的「免費」標記，而蘋果公司將遊戲下載按鍵從「免費」改為「取得」。